# Inversió de Brunhes-Matuyama

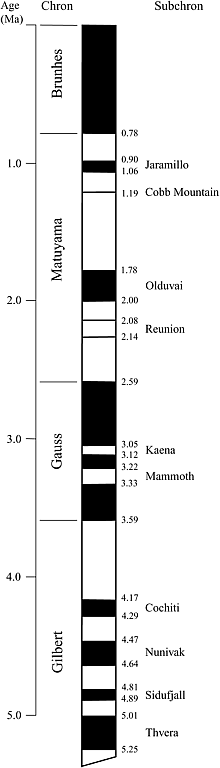
Inversions geomagnètiques recents

La inversió de Brunhes-Matuyama, que porta el nom de Bernard Brunhes i Motonori Matuyama, va ser un esdeveniment geològic, fa aproximadament 781.000 anys, quan el camp magnètic de la Terra va patir per última vegada la inversió geomagnètica.
Les estimacions varien quant a la brusquedat de la reversió. Un article de 2004 estimava que va trigar diversos milers d'anys; un article de 2010 estimava que es va produir més ràpidament, potser dins d'una vida humana; un document del 2019 estimava que la inversió va durar 22.000 anys.
La durada aparent en qualsevol lloc en particular pot variar en un ordre de magnitud, depenent de la latitud geomagnètica i dels efectes locals dels components no dipolars del camp magnètic terrestre durant la transició.
La inversió de Brunhes-Matuyama és un marcador per a la secció i punt de l'Estratotip Global de Límit (Global Boundary Stratotype Section and Point, GSSP) que defineix la base de la subsèrie de l'etapa del chibanià i el pleistocè mitjà a la secció de Chiba (Japó), que va ser ratificada oficialment el 2020 per la Unió Internacional de Ciències Geològiques. És útil per datar nuclis de sediments oceànics i volcànics en erupció subaèria.
Hi ha una teoria altament especulativa que connecta aquest esdeveniment de inversió amb la gran àrea de dispersió australasiàtica (fa uns 790.000 anys), tot i que les causes d'ambdós gairebé segur que no estan connectades i només van passar casualment al mateix temps. A les dades s'afegeixen el gran esdeveniment d'impacte Bosumtwi africà (fa uns 1,07 milions d'anys) i la posterior inversió de Jaramillo (fa uns 1 milió d'anys), un altre parell d'esdeveniments que no han passat desapercebuts.